# Katsushika Hokusai
Katsushika Hokusai (葛飾 北斎?; Edo, ottobre o novembre 1760 – Edo, 10 maggio 1849) è stato un pittore e incisore giapponese, conosciuto principalmente per le sue opere in stile ukiyo-e.
Artista eccentrico e meticoloso, deve la sua fama principalmente alle stampe, nonostante fosse anche attivo nel campo della pittura come in quello della grafica. In una carriera lunga più di sessant'anni esplorò varie forme d'arte, cimentandosi nella produzione di xilografie a soggetto teatrale, di stampe augurali a circolazione privata (surimono) e, negli anni trenta dell'Ottocento, di serie paesaggistiche, come dimostrano le opere Vedute di ponti famosi, Cascate famose in varie province, Trentasei vedute del Monte Fuji, che riflette in parte un attaccamento personale al celebre vulcano. Un'opera collegata a questa serie è la celebre Grande onda di Kanagawa.
A causa di una serie di problemi familiari, non ultimo la propensione al gioco d'azzardo del nipote, visse per un certo periodo nella povertà estrema, situazione che lo portò a pubblicare una serie di manuali didattici per principianti e professionisti, quali Brevi lezioni di disegno semplificato e i Manga. La sua passione per il genere letterario, nata probabilmente durante l'adolescenza quando faceva il fattorino per una biblioteca ambulante, lo spinse a scrivere e illustrare uno svariato numero di libri gialli e di racconti per donne e bambini, oltre ad occuparsi dell'illustrazione di grandi classici della letteratura. Fu inoltre un eccellente poeta di haiku.
I suoi lavori furono un'importante fonte di ispirazione per molti impressionisti europei come Claude Monet e post-impressionisti come Vincent van Gogh e il pittore francese Paul Gauguin, tant'è che tra il 1896 e il 1914 furono pubblicate in francese tre biografie su Hokusai, scritte dai massimi critici del tempo, tra cui Edmond de Goncourt. Nei diversi aneddoti relativi alla sua vita si racconta che abbia cambiato residenza più di novanta volte e che avesse l'abitudine di modificare continuamente il suo nome d'arte.

## Biografia
(Katsushika Hokusai, postfazione di Cento vedute del Monte Fuji, 1835)

### Giovinezza e periodo di formazione

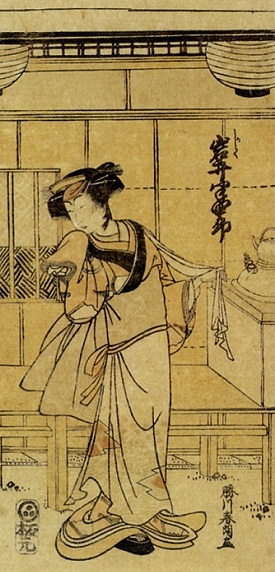
L'attore Iwai Hanshirō nel ruolo di Kashiku, una delle prime opere in assoluto di Hokusai firmate con il nome di Shunrō

Hokusai, terzo figlio di Kawamura Itiroyemon, nacque a Edo nel nono mese del decimo anno dell'era Hōreki (ottobre-novembre 1760), nel quartiere Honjō Warigesui, con il nome di Tokitarō. Non fu mai riconosciuto ai fini della successione ed è probabile che sua madre fosse una concubina. All'età di quattro anni venne adottato da una prestigiosa famiglia di artigiani, i Nakajima, fabbricanti di specchi al servizio dello shogunato Tokugawa. Ebbe due fratelli più grandi e una sorella minore, ognuno dei quali morì durante l'infanzia. Suo nonno adottivo fu un soldato al servizio del clan Kira che cadde per mano di uno dei quarantasette rōnin durante il compimento della vendetta di questi ultimi nei confronti di Kira Yoshinaka.
All'età di dodici anni Hokusai lavorò come fattorino in una biblioteca ambulante, mentre a quattordici iniziò il suo apprendistato presso un intagliatore di matrici tipografiche, periodo in cui ebbe modo di incidere le ultime sei pagine di un romanzo umoristico di Sanchō sotto lo pseudonimo di Tetsuzō. Tali esperienze nel mondo del commercio librario e nell'ambito delle tecniche di stampa contribuirono alla sua formazione come incisore, facendo crescere nel giovane Hokusai la passione per il disegno. Nel 1778, all'età di diciotto anni, decise così di abbandonare la professione di semplice intagliatore per entrare nello studio di Katsukawa Shunshō, uno degli artisti ukiyo-e più celebri dei suoi tempi, dove ebbe modo di specializzarsi nella produzione di stampe a soggetto teatrale e nell'illustrazione di romanzi popolari (kibyōshi). Dopo un anno il maestro lo fregiò con il nome di Shunrō, pseudonimo con il quale pubblicò i suoi primi lavori nel 1779.
Dopo la morte di Shunshō nel 1793, Hokusai si sentì libero di sviluppare uno stile più personale, maturato attraverso gli studi delle tecniche delle scuole giapponesi di pittura Kanō, Tosa e Rinpa, prendendo, tuttavia, ispirazione per i suoi lavori soprattutto dalla pittura europea, in particolare da quella olandese e francese. Questa sua emancipazione artistica non fu mai accettata dal nuovo caposcuola Shunkō, che dopo diverse vicissitudini costrinse Hokusai a lasciare lo studio. Un episodio in particolare spinse Hokusai, allora poco più che trentenne, a ricercare la via dell'indipendenza e a tagliare qualsiasi legame con gli stili che lo precedettero: aveva dipinto l'insegna di un rivenditore di stampe, il quale ne era rimasto soddisfatto al punto da esporla in bella vista davanti all'ingresso del suo negozio. Un altro allievo della scuola Katsukawa passando di lì la notò e, non ritenendola degna e all'altezza della reputazione della scuola, la strappò. Dopo aver rotto i rapporti con Shunkō, Hokusai prese la particolare abitudine di cambiare continuamente residenza, vivendo non più di uno o due mesi nello stesso posto, probabilmente per sentirsi pienamente libero di seguire il suo estro e la sua ispirazione del momento.

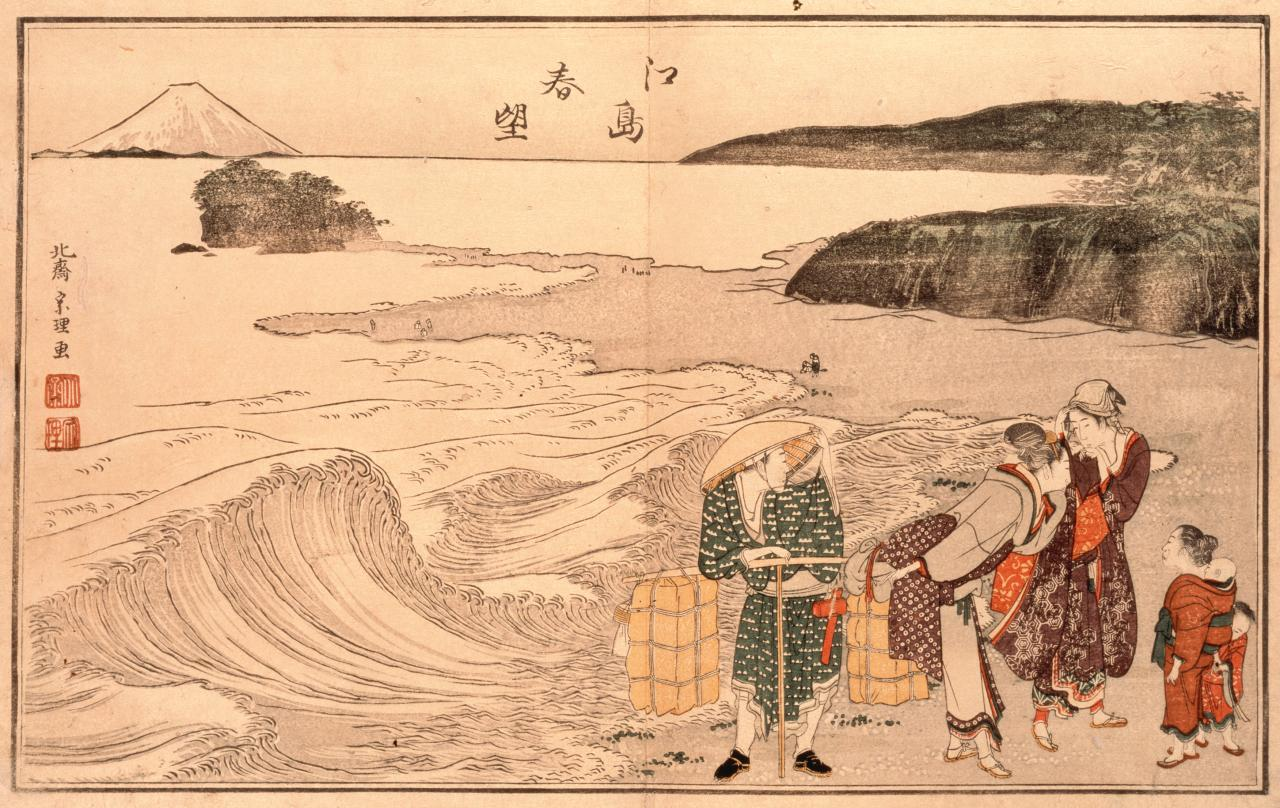
Primavera a Enoshima (1797) ripropone gli stessi elementi che compongono l'opera Veduta di Shichirigama vicino a Kamakura nella provincia di Sagami di Shiba Kōkan, uno dei maggiori esponenti della scuola Rinpa

Inizialmente tale scelta si rivelò infelice, costringendo Hokusai ad abbandonare momentaneamente l'arte per dedicarsi all'attività più remunerativa di venditore ambulante di spezie e almanacchi. Dopo un periodo vissuto in povertà, un inaspettato quanto ben retribuito lavoro commissionatogli riaccese in lui la speranza e la voglia di dipingere; è in questo periodo che Hokusai si cimentò nella produzione di surimono (cartoline di fine anno e altre festività) e di illustrazioni di kyōka ehon (libretti satirici), che gli permisero di iniziare a farsi un nome nell'ambiente dell'arte giapponese. Tra il 1789 e il 1800 scrisse e illustrò inoltre uno svariato numero di racconti per donne e bambini, ed ebbe modo di prendere dimestichezza con l'uso della prospettiva, oltre a intraprendere gli studi della grande arte cinese.
Nel frattempo l'ukiyo-e continuava a crescere, acquisendo sempre più consenso popolare. Hokusai apparve sulla scena artistica proprio in quel momento, spostando l'interesse del pubblico verso nuovi soggetti come i paesaggi e le immagini di fiori e animali, oltre a quelli già consolidati dal mercato come le beltà femminili e i guerrieri. Tale allontanamento dai principi classici dall'arte giapponese del tempo rappresentò un notevole passo avanti nella carriera dell'artista, nonché un'importante svolta nel mondo dell'arte ukiyo-e in generale.

### Gli inizi come artista indipendente e il successo
Nel 1795 Hokusai assunse per un breve periodo la direzione dell'atelier Tawaraya, cambiando il suo nome in Sōri II, prima di intraprendere la carriera di artista indipendente dal 1798. Fu in questo periodo che adottò lo pseudonimo più conosciuto, Hokusai (forma abbreviata di Hokushinsai, "studio della Stella polare"), scelto in onore della divinità buddhista Myōken e come simbolo di buon auspicio per una brillante carriera. Katsushika deriva invece dal nome dell'area in cui il quartiere di Honjō era situato, zona corrispondente alla moderna Hokusai-dōri nell'area Kamezawa di Sumida a Tokyo.

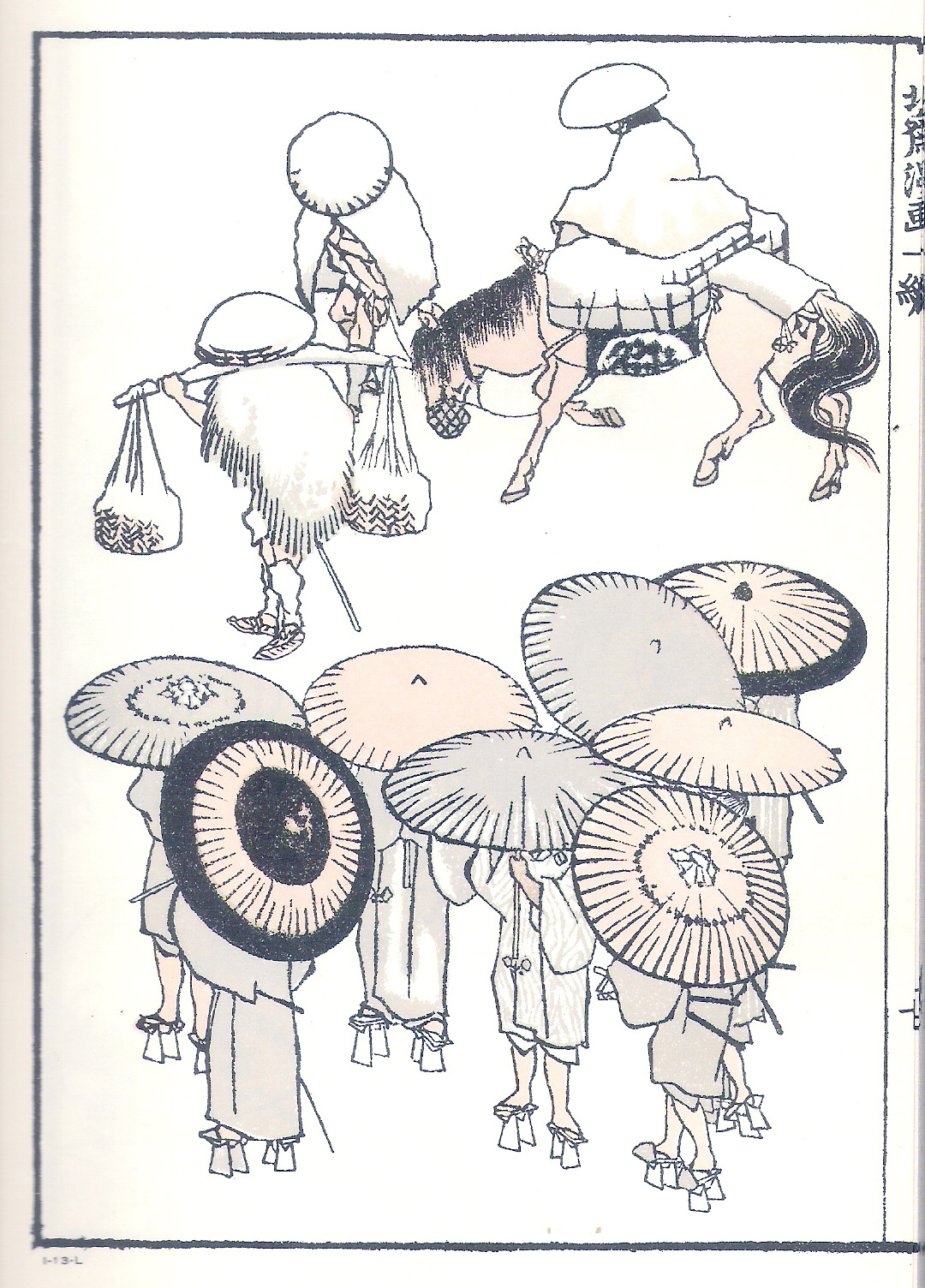
Alcuni degli schizzi contenuti nei volumi dei Manga

Nella primavera del 1804 Hokusai portò a termine la prima di una serie di imprese che lo fecero conoscere al grande pubblico e che ne avrebbero determinato l'appartenenza alla categoria dei kijin, o "artisti eccentrici". Davanti a una gran folla in quel di Edo completò un alle mode dipinto di circa 350 m² raffigurante il patriarca dello Zen Daruma, utilizzando una scopa di canne colma d'inchiostro. Tempo dopo si ripeté raffigurando allo stesso modo il dio Hotei assieme a un cavallo e alle sette divinità della fortuna. Queste opere mastodontiche vennero poi controbilanciate da uno stormo di passeri dipinto su un chicco di riso. Hokusai continuò a fare uso sapiente del suo talento in occasione di un concorso durante il quale si misurò con un artista specializzato nello stile tradizionale cinese. Tali stratagemmi gli valsero la chiamata al cospetto dello shōgun Tokugawa Ienari, dove ebbe modo di fare mostra delle sue doti, un privilegio riservato prima di lui a pochi artisti del suo rango. In seguito pubblicò le serie Vedute famose della capitale dell'est (東都名所一覧?, Tōtō meisho ichiran) e Immagini a specchio in stile olandese - Otto vedute di Edo (阿蘭陀画鏡 江戸八景?, Oranda ekagami Edo hakkei), iniziando contestualmente ad accettare studenti e apprendisti.

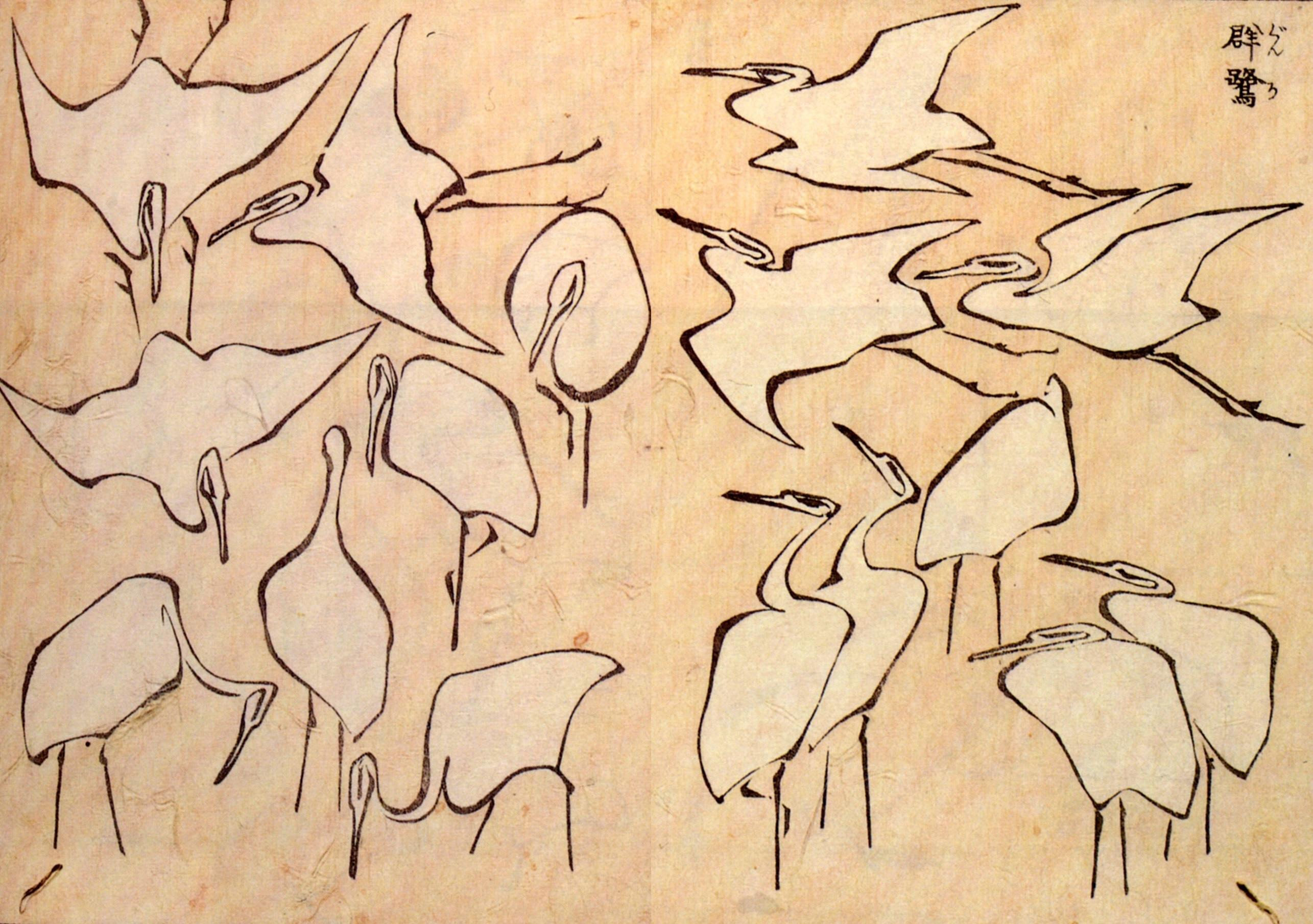
Illustrazione tratta da Brevi lezioni di disegno semplificato, 1812

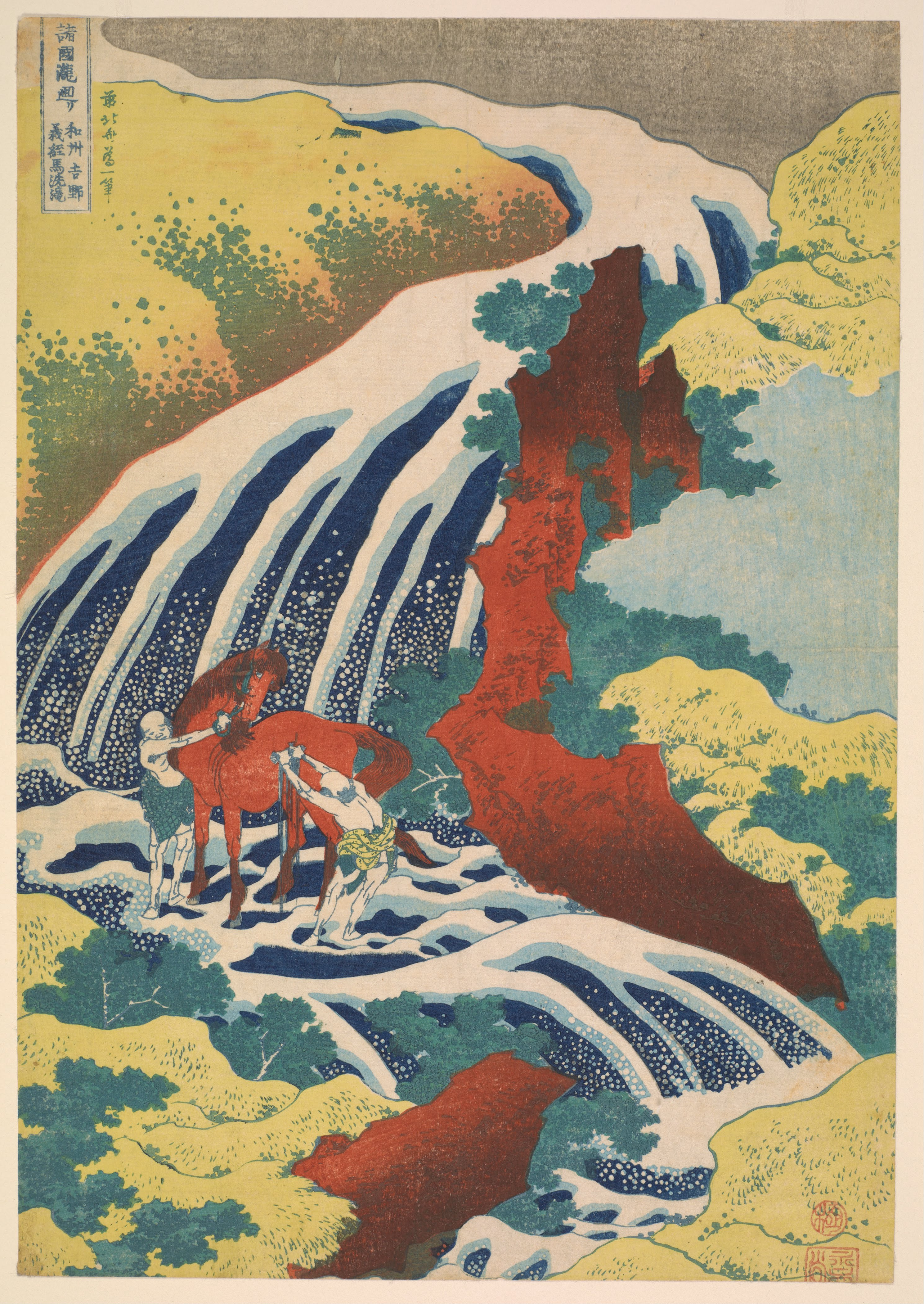
La cascata di Yoshino dove il guerriero Yoshitsune lavò il cavallo, stampa facente parte della serie Cascate famose in varie province, 1832 circa

Nel 1807 iniziò a lavorare per conto di Kyokutei Bakin all'illustrazione di tre libri dello scrittore, tra i quali la traduzione del grande classico cinese I briganti, ma la differenza di vedute tra i due li portò a interrompere il sodalizio dopo quattro anni. Anche il rapporto di amicizia e collaborazione tra l'artista e Onoe Baikō non iniziò sotto i migliori auspici, con il primo che rifiutò inizialmente la commissione di un dipinto di un fantasma che l'attore avrebbe voluto interpretare nei suoi spettacoli teatrali.
Il successo di Hokusai come artista, tuttavia, coincise con una serie di gravi problemi economici che andarono a influenzare tutta la sua produzione artistica da lì in avanti. Fino a quel momento Hokusai aveva difatti fatto affidamento sulle disponibilità economiche del primogenito Tominosuke, erede della fabbrica di specchi dei Nakajima, ma dopo la morte di quest'ultimo si ritrovò di colpo senza più un valido sostegno economico e fu costretto così ad affidarsi ai guadagni altalenanti ricavati dalla vendita delle sue opere. La sua attenzione si spostò quindi sull'illustrazione di libri e sulla pubblicazione di manuali per principianti e professionisti, tra cui Brevi lezioni di disegno semplificato (略画早指南?, Ryakuga haya oshie), viaggiando tra Nagoya, Osaka e Kyoto in cerca di apprendisti e studenti da ingaggiare.
Anche lontano da Edo Hokusai riuscì a farsi una certa nomea e, proprio a Nagoya, ripropose la performance del "grande Daruma". Nel 1814 pubblicò il primo dei quindici volumi che compongono la serie Hokusai manga (北斎漫画? "Schizzi sparsi di Hokusai"), una vasta raccolta di schizzi con soggetti di varia natura, dai paesaggi alle scene di vita quotidiana, passando per le rappresentazioni del soprannaturale.

### Gli ultimi anni
(Haiku scritto sul letto di morte da Hokusai, 1849)

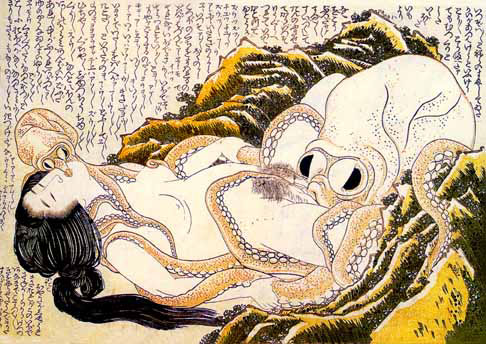
Il sogno della moglie del pescatore, una delle più famose stampe in stile shunga di Hokusai

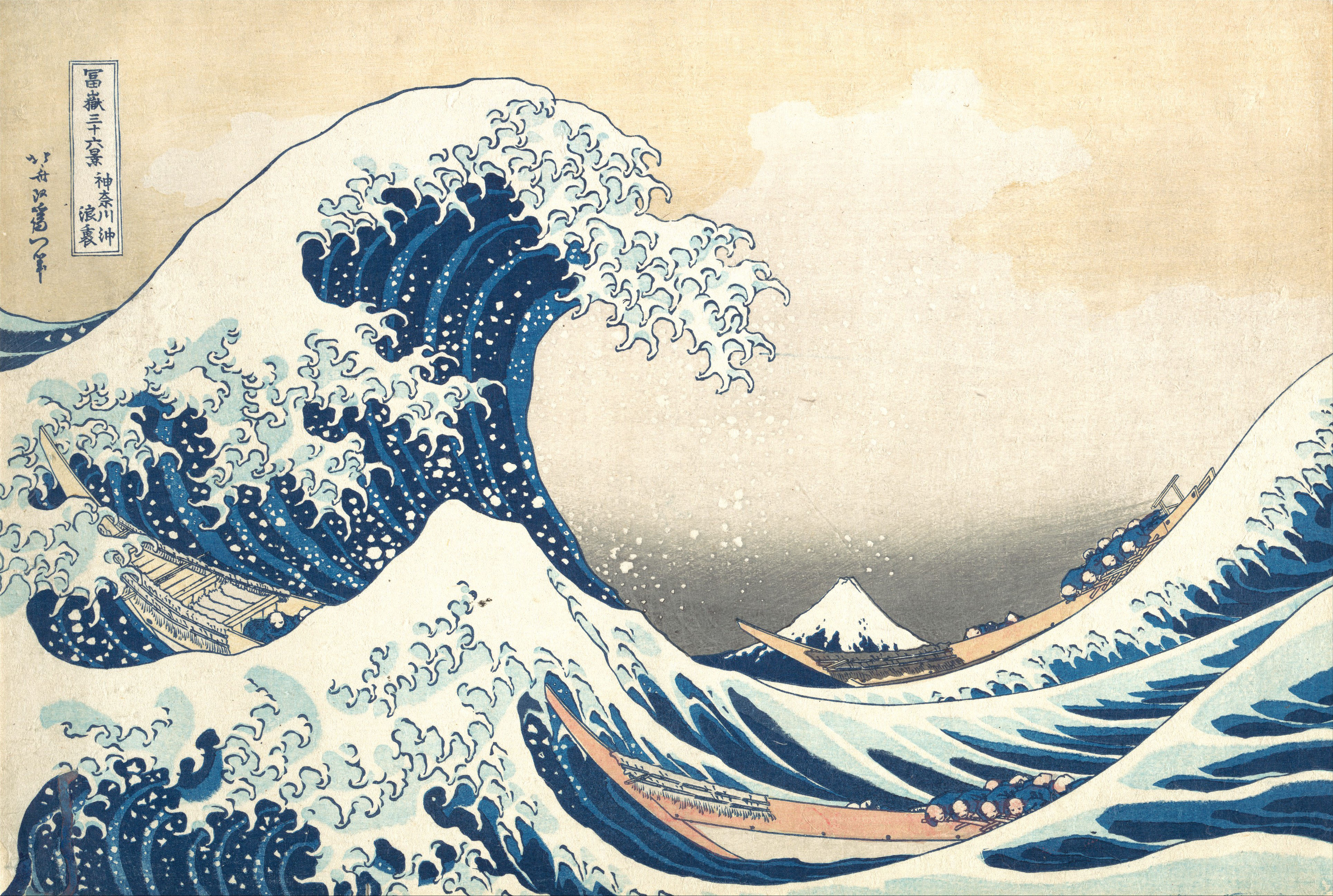
La grande onda di Kanagawa, dalla serie Trentasei vedute del Monte Fuji, 1830 circa

Anche gli ultimi anni di Hokusai furono caratterizzati da una serie di imprevisti di varia natura, che spinsero l'artista a non accettare più commissioni che non gli avrebbero garantito un certo ritorno economico. 
A causa dei debiti accumulati dal nipote, figlio della primogenita Omiyo e del pittore Yanagawa Shigenobu, Hokusai fu infatti costretto a trasferirsi a Uraga e a risiedervi per un lungo periodo sotto mentite spoglie per sfuggire ai creditori, potendo visitare la capitale solo occasionalmente. Hokusai passò quindi l'ultima parte della sua vita girovagando da una città all'altra, essendo in grado di ritornare a Edo in pianta stabile e senza pericoli solo nel 1836. In quel periodo la città era falcidiata da una grave carestia e la richiesta di opere d'arte era calata drasticamente. Nel 1839, quando ormai la sua popolarità stava venendo offuscata da quella di Utagawa Hiroshige, il suo studio andò distrutto in un incendio e la maggior parte dei suoi lavori perduti. Verso i settant'anni fu colpito da apoplessia, dalla quale si riprese grazie a una ricetta di una medicina cinese trovata in un vecchio libro o, secondo altre fonti, grazie a uno speciale composto al limone di sua invenzione.
Nonostante le varie difficoltà fu proprio negli ultimi anni di vita che "il vecchio pazzo per la pittura", soprannome che accompagnò Hokusai a fine carriera, produsse quelle che sono probabilmente le sue opere più importanti. Di questo periodo sono infatti le serie Vedute di ponti famosi (諸国名橋奇覧?, Shokoku meikyō kiran), Cascate famose in varie province (諸国瀧廻り?, Shokoku takimeguri), l'incompleta Cento vedute del Monte Fuji (富嶽百景?, Fugaku hyakkei) e soprattutto Trentasei vedute del Monte Fuji (富嶽三十六景?, Fugaku sanjūrokkei), di cui La grande onda di Kanagawa è l'opera più importante e conosciuta. Tra il 1830 e il 1843 produsse inoltre uno svariato numero di stampe in stile nishiki-e e shunga.

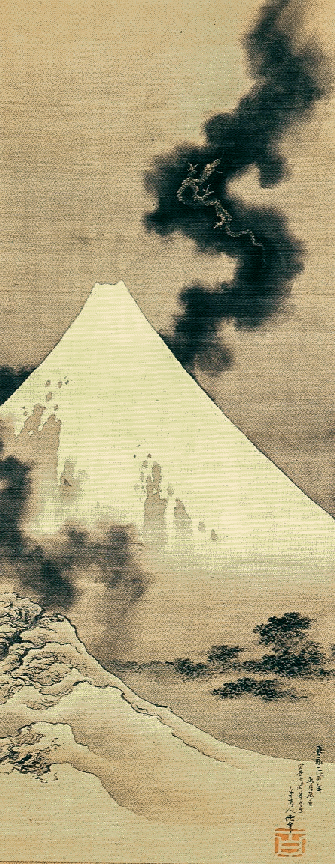
Il drago volante sopra il Monte Fuji

Hokusai si sposò due volte tra il 1780 e il 1800, benché siano poche le informazioni riguardo alle sue mogli. Dalla prima ebbe tre figli: oltre ai già citati Tominosuke e Omiyo vi era Otetsu, talentuosa pittrice che morì in giovane età. Hokusai ebbe un maschio e due femmine anche dalla seconda moglie. Il figlio maschio, Akitiro, fu un poeta e un impiegato di corte presso lo shogunato, mentre la prima figlia, Onao, morì durante l'infanzia. La seconda figlia, Ōi, divenne un'artista famosa soprattutto per le sue illustrazioni di un libro sulle buone maniere femminili e, dopo aver divorziato dal marito, ritornò dal padre per prendersene cura fino alla sua morte, sopraggiunta all'età di 89 anni il 10 maggio 1849.
Sempre alla ricerca della perfezione, Hokusai fu un attento studente per tutta la sua lunga vita. Tale volontà di migliorarsi costantemente è riassunta in un'esclamazione che egli proferì in punto di morte: «Se il Cielo mi concedesse ancora dieci anni [...] anche solo cinque anni in più sarei potuto divenire un vero artista».

## Stile
In una carriera lunga più di sessant'anni Hokusai esplorò diverse forme d'arte cimentandosi nella produzione di stampe a soggetto teatrale, fogli augurali a circolazione privata (i surimono), libri gialli, illustrazioni di romanzi popolari, manuali didattici e serie di xilografie profondamente influenzate dalla pittura occidentale e cinese. Conosciuto principalmente per le sue opere in stile ukiyo-e, rimase tuttavia attivo nel campo pittorico come in quello grafico, studiando di volta in volta stili diversi ma mantenendo sempre inalterata la sua indipendenza stilistica.
Nel periodo di apprendistato sotto la guida di Shunshō, si specializzò nella creazione di immagini di beltà, lottatori e attori, producendo inoltre alcune stampe prospettiche nello stile di Toyoharu.
Anche dopo aver abbandonato lo studio il suo stile continuò per un certo periodo a essere influenzato da quello del maestro, fino a quando non cominciò un lento distaccamento dagli ideali estetici fino ad allora seguiti, sostituiti via via da un'espressione artistica sempre più personale, sviluppata soprattutto nel periodo in cui prese la direzione della scuola Tawaraya. Sono già presenti in questo periodo le forme strette dei volti, i corpi aggraziati e arcuati e le atmosfere austere tipiche dell'ideale estetico dello shibusa, messe in evidenza da pennellate larghe e decise. Intrapresa la carriera di artista indipendente, Hokusai continuò in un primo momento a seguire questo cammino artistico intensificando, tuttavia, il legame con il mondo letterario attraverso una ricca produzione di libri illustrati. Solo successivamente lo stile si fece più geometrico e le figure più arrotondate, con una maggiore contestualizzazione dei personaggi e la loro umanizzazione psicologica.
Nell'ultima parte di carriera Hokusai approfondì i suoi studi sulle rappresentazioni paesaggistiche, i quali lo portarono tra gli anni dieci e trenta dell'Ottocento alla produzione delle grandi serie policrome, sviluppando un tratto di contorno pensato per essere intagliato e riprodotto. Protagonista indiscusso di queste raccolte è senz'altro il Fuji, fonte d'ispirazione per artisti e pittori sin dal IX secolo per via del suo intrinseco significato simbolico e religioso. La montagna in Giappone è tradizionalmente legata alla vita eterna, come narrato nel racconto Taketori monogatari, e l'ossessione di Hokusai per il Fuji in questo periodo è probabilmente dovuta alla sua maniacale ricerca dell'immortalità. Questo spiegherebbe anche perché l'artista prese a disegnare, tra il 1842 e il 1844, un gran numero di leoni cinesi, anche questi considerati simboli di buon auspicio ed efficaci talismani contro le malattie.
Nel frattempo, il suo stile aveva subito un'ulteriore rivoluzione soprattutto nella raffigurazione delle figure femminili che, da eteree e filiformi, diventarono visivamente generose e abbondanti. Negli ultimi anni di vita la sua continua ricerca sulla fisiognomica dei suoi personaggi portò inoltre a un'ulteriore caratterizzazione degli stessi, sia in quelli umani che in quelli animali, le cui espressioni facciali risultano spesso invertite.

## Opere
Il suo lavoro più noto è la serie degli ukiyo-e, Trentasei vedute del Monte Fuji, creata tra il 1826 e il 1833.
Consiste di 46 stampe (10 vennero aggiunte in seguito), tra cui La grande onda di Kanagawa è la più celebre di queste vedute, che ben descrive la moderna contrapposizione tra forza della natura e fragilità dell'uomo.
|  |  |  |

### Manuali Didattici
- Ryakuga haya oshie 略画早指南 (Corso accelerato di disegno semplificato), trad. ita.  Silvia Vesco, Spontanea maestria. Il Ryakuga haya oshie 略画早指南 di Katsushika Hokusai, collana Maestri, testi e fonti d’Oriente, Venezia, Università Ca’ Foscari, 2020, DOI:10.30687/978-88-6969-426-4, ISBN 978-88-6969-427-1. URL consultato il 5 luglio 2021.

## Katsushika Hokusai nella cultura di massa
- documentario - Hokusai di Hiroshi Teshigahara (1953)
- documentario animato - Hokusai: An Animated Sketchbook di Tony White (1978)
- lungometraggio - Hokusai Manga di Kaneto Shindō (1981)
- documentario - Portrait of Artistic Genius: Katsushika Hokusai di Hitoshi Sawamoto (2004)
- film di animazione - Miss Hokusai di Keiichi Hara (2015)